# NGC 277
NGC 277 ist eine elliptische Galaxie vom Hubble-Typ E-S0 im Sternbild Walfisch südlich des Himmelsäquators. Sie ist schätzungsweise 194 Millionen Lichtjahre von der Milchstraße entfernt und hat einen Durchmesser von etwa 80.000 Lj.
Im selben Himmelsareal befinden sich u. a. die Galaxien NGC 270 und NGC 291.
Das Objekt wurde am 8. Oktober 1864 von dem deutsch-dänischen Astronomen Heinrich Ludwig d’Arrest entdeckt.